# Karl Fritsch (Botaniker)

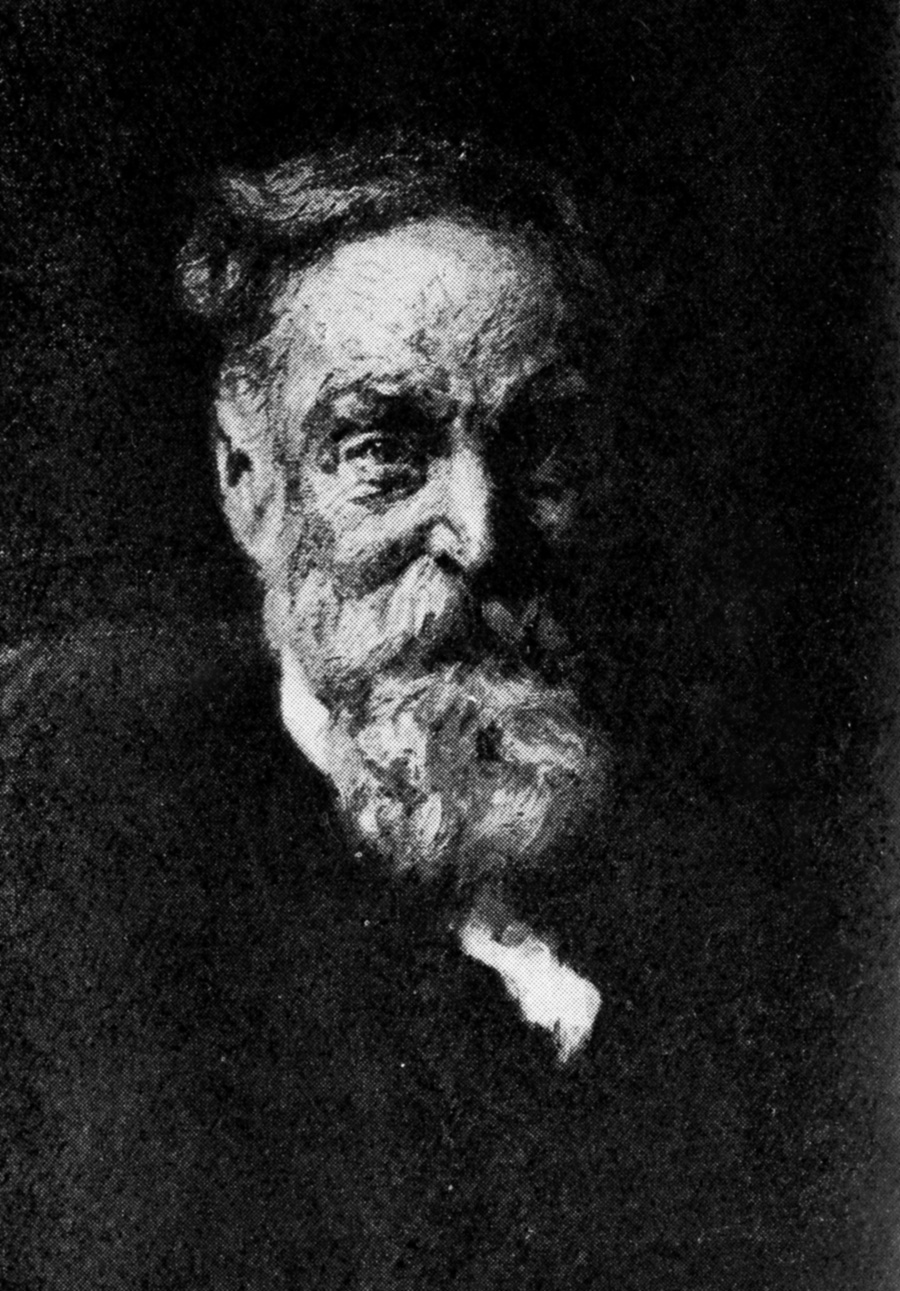
Karl Fritsch

Karl Fritsch (* 24. Februar 1864 in Wien; † 17. Januar 1934 in Graz) war ein österreichischer Botaniker. Sein offizielles botanisches Autorenkürzel lautet „Fritsch“.   

## Leben
Karl Fritsch war der Sohn des Meteorologen Karl Fritsch. Er begann Naturwissenschaften an der Universität Innsbruck zu studieren und wechselte im selben Fach anschließend an die Universität nach Wien. 1886 konnte er dieses Studium erfolgreich mit einer Promotion (Dr. phil.) abschließen. Sofort im Anschluss daran bekam er eine Anstellung als Volontär in der Botanischen Abteilung des Naturhistorischen Museums Wien. 1890 berief man Fritsch zum Demonstrator an das Pflanzenphysiologische Institut der Universität Wien, wo er noch im selben Jahr auch seine Habilitation vorstellen konnte. 
Ab 1892 wirkte Fritsch als Adjunkt am Botanischen Garten und wurde 1896 zum „außerordentlichen Professor“ ernannt. Vier Jahre später nahm er einen Ruf als „Professor für systematische Botanik“ an die Karl-Franzens-Universität Graz an. Dort wurde er auch 1905 zum „ordentlichen Professor“ befördert. Als solcher war er maßgeblich an der Umstrukturierung des Botanischen Laboratoriums zu einem modernen Institut beteiligt. 1910 betraute man ihn in Graz auch mit der Leitung des Botanischen Gartens. 
Fritschs umfangreiche Forschung konzentrierte sich besonders auf systematische Studien der Flora von Österreich, sowie auf die Pflanzenfamilie der Gesneriaceae und die Gliederung der Einkeimblättrigen (Klasse der Monocotylen). Auch Forschungen über Pilze und Myxomyceten bildeten sein ständiges Interesse.

## Werke (Auswahl)
- Excursionsflora für Oesterreich, 1897. 2. Auflage 1909, 3. Auflage unter dem Titel Excursionsflora für Oesterreich und die ehemals österreichischen Nachbargebiete, 1922.[1]

## Vorträge (Auswahl)
- Die Vermeidung der Selbstbefruchtung im Pflanzenreich. Vortrag, gehalten im Naturwissenschaftlichen Verein für Steiermark am 25. Oktober 1913.

## Ehrungen
Zu seinen Ehren wurde vom Institut für Botanik 1994 eine Zeitschriften-Serie gegründet und Fritschiana getauft. Sie führt die Schedae-Hefte von Professor Josef Pölt weiter und behandelt die Forschungen an der  botanischen Sammlung des Instituts. Das Spektrum wurde inzwischen auf floristische und taxonomische Arbeiten erweitert und umfasst derzeit 131 Hefte.
Nach Fritsch sind auch die Pflanzengattungen Fritschiantha Kuntze  und Carolofritschia Engl. aus der Familie der Gesneriengewächse (Gesneriaceae) benannt.